# Vitor Hugo
Vitor Hugo Franchescoli de Souza (Guaraci, São Paulo, 20 de mayo de 1991), más conocido como Vitor Hugo,  es un futbolista brasileño. Juega de defensa y su equipo es el Atlético Mineiro del Campeonato Brasileño de Serie A.

## Selección nacional
Fue citado por Tite para la selección de Brasil por un encuentro amistoso contra Colombia, aunque no debutó.

## Estadísticas
Actualizado al último partido disputado el 13 de agosto de 2020.
| E. C. Santo André · Brasil                                                                           | 2.ª           | 2010          | 9   | 1  | 0  | 0 | -  | - | -  | - | 9   | 1  |
| E. C. Santo André · Brasil                                                                           | 3.ª           | 2011          | 0   | 0  | 7  | 1 | 4  | 1 | -  | - | 11  | 2  |
| E. C. Santo André · Brasil                                                                           | Total club    | Total club    | 9   | 1  | 7  | 1 | 4  | 1 | 0  | 0 | 20  | 3  |
| Sport Recife · Brasil                                                                                | 2.ª           | 2011          | 8   | 0  | 0  | 0 | -  | - | -  | - | 8   | 0  |
| Sport Recife · Brasil                                                                                | Total club    | Total club    | 8   | 0  | 0  | 0 | 0  | 0 | 0  | 0 | 8   | 0  |
| Ituano F. C. · Brasil                                                                                | Reg           | 2012          | 0   | 0  | 13 | 1 | -  | - | -  | - | 13  | 1  |
| Ceará S. C. · Brasil                                                                                 | 2.ª           | 2012          | 8   | 0  | 0  | 0 | -  | - | -  | - | 8   | 0  |
| Ceará S. C. · Brasil                                                                                 | Total club    | Total club    | 8   | 0  | 0  | 0 | 0  | 0 | 0  | 0 | 8   | 0  |
| Ituano F. C. · Brasil                                                                                | Reg           | 2013          | 0   | 0  | 18 | 3 | -  | - | -  | - | 18  | 3  |
| Ituano F. C. · Brasil                                                                                | Total club    | Total club    | 0   | 0  | 31 | 4 | 0  | 0 | 0  | 0 | 31  | 4  |
| América Mineiro · Brasil                                                                             | 2.ª           | 2013          | 33  | 3  | 0  | 0 | 4  | 0 | -  | - | 37  | 3  |
| América Mineiro · Brasil                                                                             | 2.ª           | 2014          | 35  | 4  | 0  | 0 | 1  | 0 | -  | - | 36  | 4  |
| América Mineiro · Brasil                                                                             | Total club    | Total club    | 68  | 7  | 0  | 0 | 5  | 0 | 0  | 0 | 73  | 7  |
| S. E. Palmeiras · Brasil                                                                             | 1.ª           | 2015          | 30  | 4  | 16 | 2 | 10 | 2 | -  | - | 56  | 8  |
| S. E. Palmeiras · Brasil                                                                             | 1.ª           | 2016          | 35  | 4  | 16 | 1 | 2  | 0 | 6  | 0 | 59  | 5  |
| S. E. Palmeiras · Brasil                                                                             | 1.ª           | 2017          | 0   | 0  | 10 | 0 | -  | - | 3  | 0 | 13  | 0  |
| ACF Fiorentina · Italia                                                                              | 1.ª           | 2017-18       | 19  | 1  | -  | - | 2  | 0 | -  | - | 21  | 1  |
| ACF Fiorentina · Italia                                                                              | 1.ª           | 2018-19       | 30  | 0  | -  | - | 3  | 0 | -  | - | 33  | 0  |
| ACF Fiorentina · Italia                                                                              | Total club    | Total club    | 49  | 1  | 0  | 0 | 5  | 0 | 0  | 0 | 54  | 1  |
| S. E. Palmeiras · Brasil                                                                             | 1.ª           | 2019          | 20  | 0  | -  | - | -  | - | -  | - | 20  | 0  |
| S. E. Palmeiras · Brasil                                                                             | 1.ª           | 2020          | 1   | 0  | 3  | 0 | 0  | 0 | 1  | 0 | 5   | 0  |
| S. E. Palmeiras · Brasil                                                                             | Total club    | Total club    | 86  | 8  | 45 | 3 | 12 | 2 | 10 | 0 | 153 | 13 |
| Total carrera                                                                                        | Total carrera | Total carrera | 228 | 17 | 83 | 8 | 26 | 3 | 10 | 0 | 347 | 28 |
| (1) Incluye datos de la Copa de Brasil y la Copa de Italia (2) Incluye datos de la Copa Libertadores |               |               |     |    |    |   |    |   |    |   |     |    |

## Palmarés

### Títulos estatales
| Título              | Club            | Estado    | Año  |
| ------------------- | --------------- | --------- | ---- |
| Campeonato Cearense | Ceará S. C.     | Ceará     | 2012 |
| Campeonato Paulista | S. E. Palmeiras | São Paulo | 2020 |

### Títulos nacionales
| Título               | Club                | País    | Año  |
| -------------------- | ------------------- | ------- | ---- |
| Copa de Brasil       | S. E. Palmeiras     | Brasil  | 2015 |
| Serie A              | S. E. Palmeiras     | Brasil  | 2016 |
| Supercopa de Turquía | Trabzonspor         | Turquía | 2020 |
| Superliga de Turquía | Trabzonspor         | Turquía | 2022 |
| Supercopa de Turquía | Trabzonspor         | Turquía | 2022 |
| Copa de Grecia       | Panathinaikos F. C. | Grecia  | 2024 |